# 2007年NBA选秀
2007年NBA选秀（2007 NBA Draft）于6月28日在美国纽约市的麦迪逊广场花园的剧院内举行。选秀大会透过美国ESPN电视台向全世界202个国家和地区进行直播。本屆選秀湧現出多位具有全明星身手的球員（馬克·蓋索、格雷格·歐登、麥克·康利、艾爾·霍福德、喬金·諾亞和凱文·杜蘭特）以及多位優秀的角色球員，如（傑夫·格林、格伦·戴維斯、尼克·杨、柯瑞·布魯爾、赛迪斯·杨、马克·贝里納利、鲁迪·费南德茲、威尔森·钱德勒、布蘭登·萊特以及拉蒙·塞申斯）。
本屆狀元－格雷格·歐登擁有成為超級中鋒的潛力股，213公分身高和120公斤的中鋒體格，加上優異的活動力和防守觀念讓他在效力於俄亥俄州立大學時也和童年摯友麥克·康利帶領球隊殺進NCAA總決賽，才不敵當年衛冕的佛羅里達大學，力壓凱文·杜蘭特成為本屆狀元。他被各家媒體譽為將會是繼沙奎爾·奧尼爾與哈基姆·歐拉朱萬後另一個稱霸NBA內線的長人一，只可惜事與願違，歐登自小即有長短腿問題，造成雙腿受力不均。沒有在發現時及時治療讓歐登的籃球生涯成為悲劇。波特蘭拓荒者寄予厚望的救世主最終來不及施展身手即因傷退出聯盟。

## 第一轮

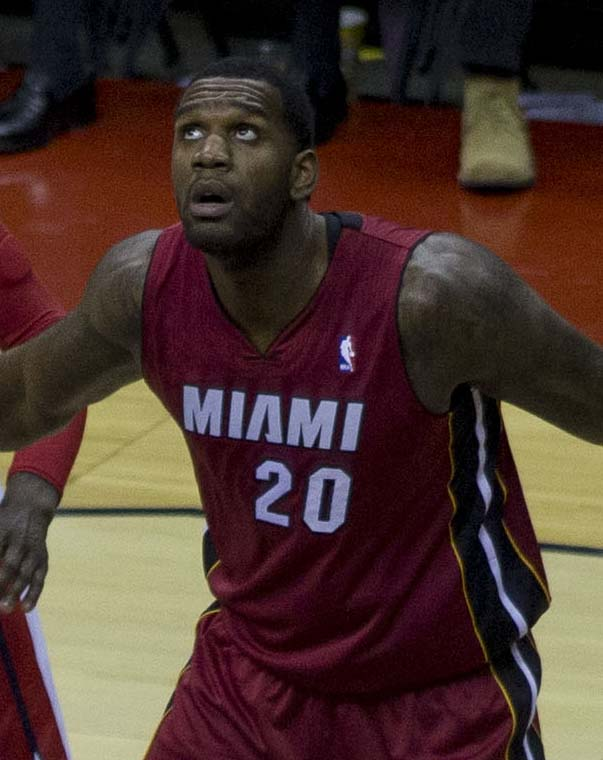
格雷格·歐登被波特蘭拓荒者用狀元籤選中。
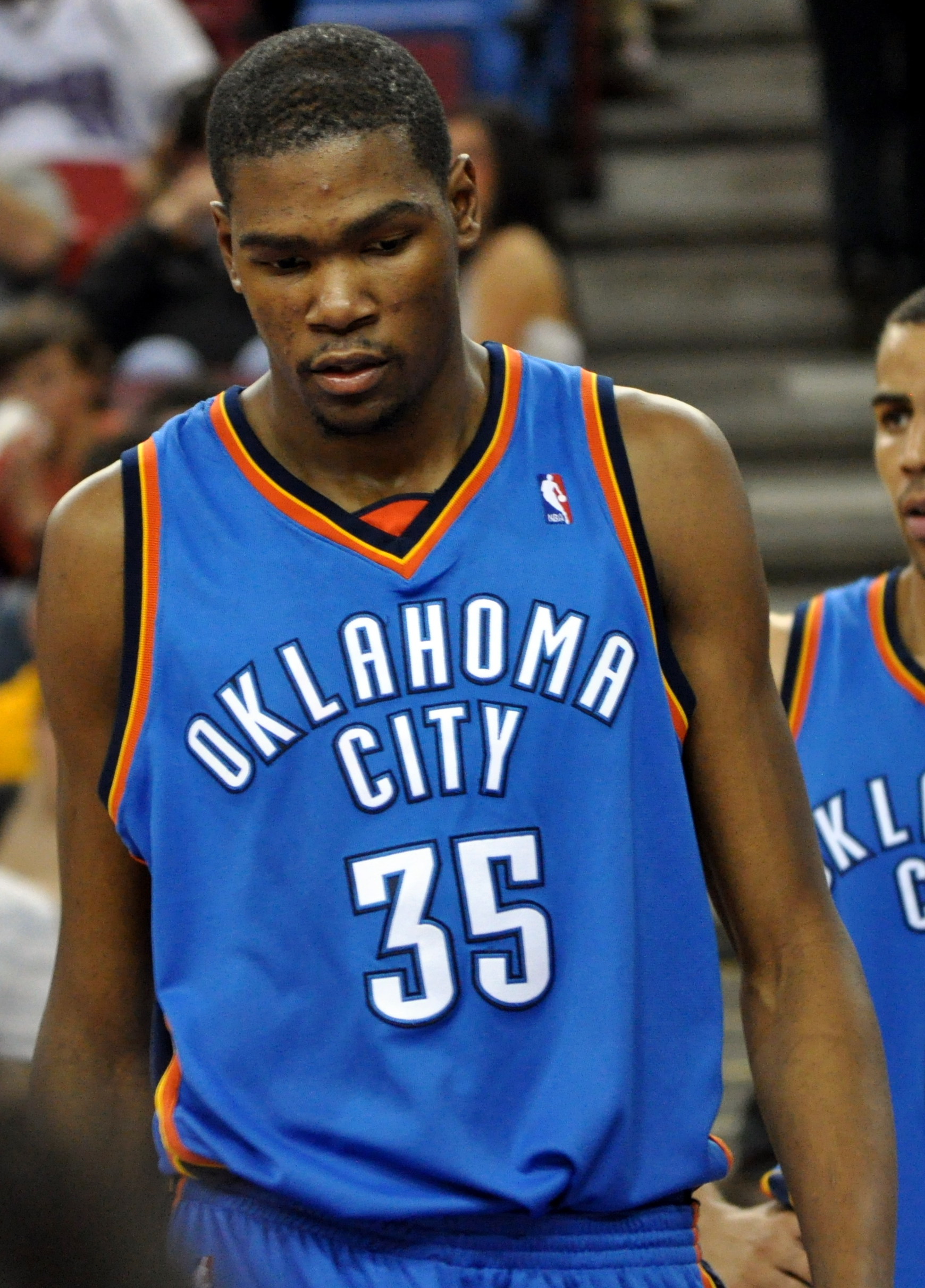
凱文·杜蘭特被西雅圖超音速選中。
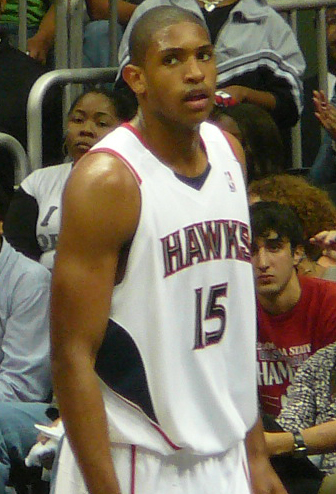
艾爾·霍福德被亞特蘭大老鷹以第三順位選中。
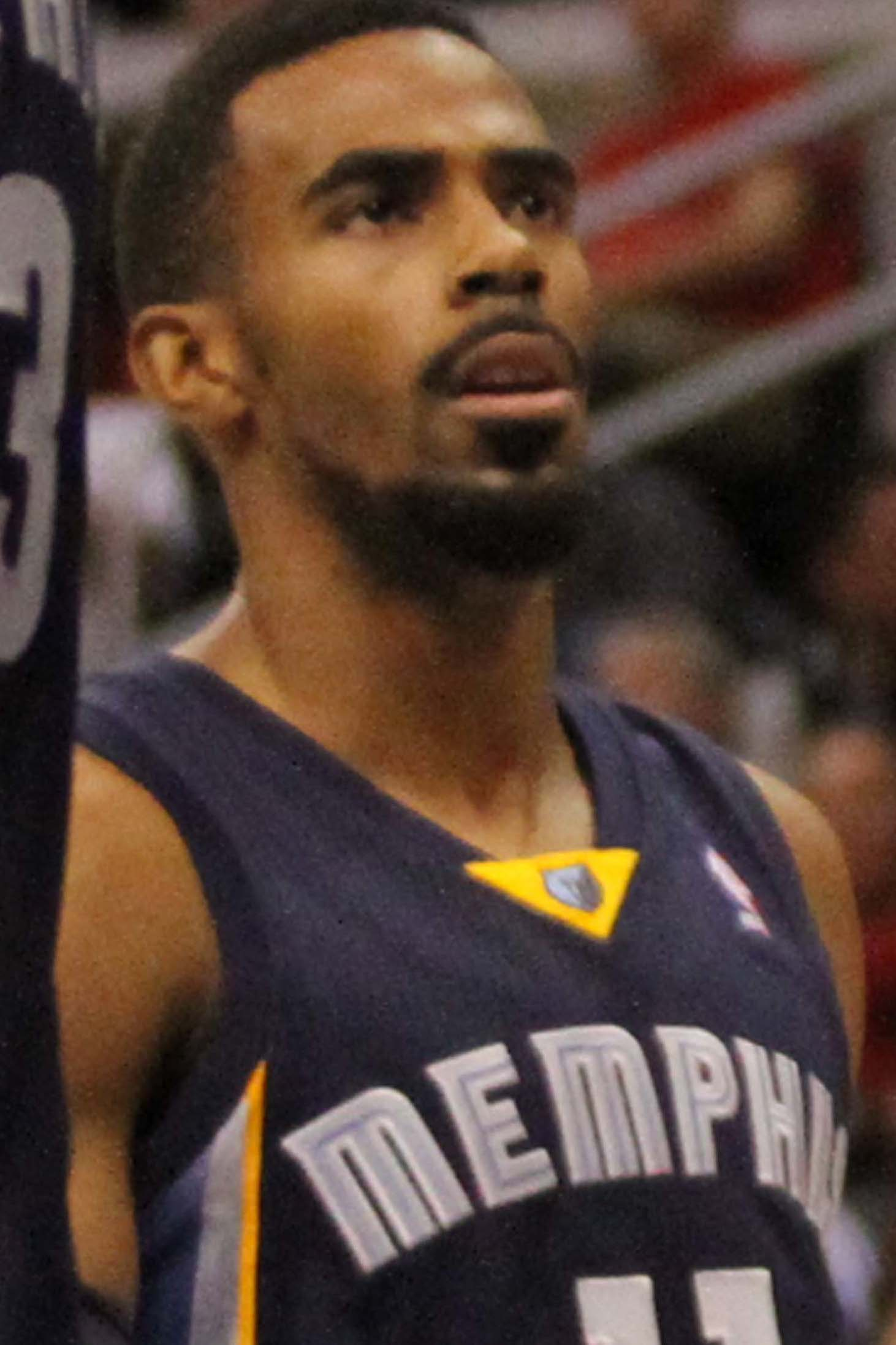
麥克·康利被曼菲斯灰熊以第四順位選中。
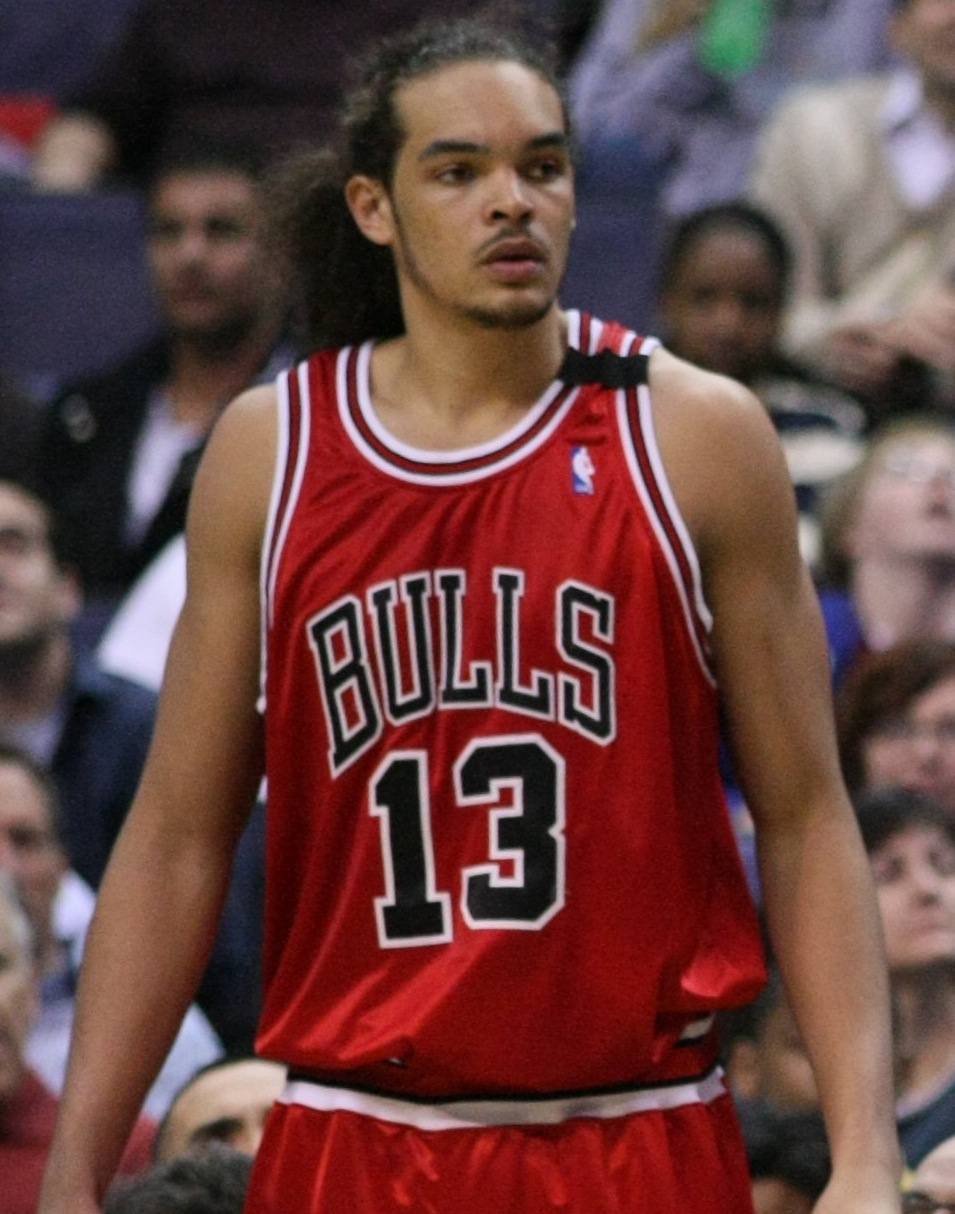
芝加哥公牛以第九順位挑中喬金·諾亞。
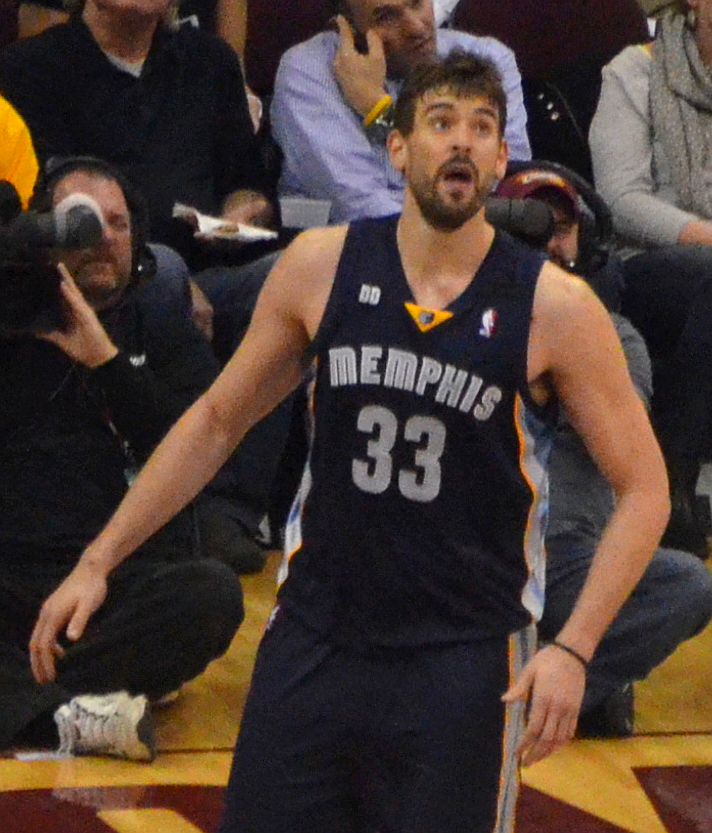
馬克·蓋索被孟菲斯灰熊選中。

| ^ | 表示此球员已被列入篮球名人堂                 |
| * | 表示此球员被选入参加全明星赛并进入全明星阵容 |
| + | 表示此球员被选入参加全明星赛                 |
| x | 表示此球员进入全明星阵容                     |
| ~ | 表示此球员被選為年度新人王                   |
| # | 表示此球员从未在NBA打球                      |

| 顺位 | 球员                                  | 国籍   | 位置     | 所属球队                             | 学校/前属俱乐部              |
| ---- | ------------------------------------- | ------ | -------- | ------------------------------------ | ---------------------------- |
| 1    | 格雷格·歐登（Greg Oden）              | 美国   | 中鋒     | 波特兰开拓者                         | 俄亥俄州立大學               |
| 2    | 凱文·杜蘭特（Kevin Durant）*~         | 美国   | 小前鋒   | 西雅圖超音速                         | 德克薩斯州大學               |
| 3    | 艾尔·霍福德（Al Horford）*            |        | 大前鋒   | 亞特蘭大老鷹                         | 佛罗里达大学                 |
| 4    | 迈克·康利（Mike Conley）+             | 美国   | 控球後衛 | 孟菲斯灰熊                           | 俄亥俄州立大學               |
| 5    | 傑夫·格林（Jeff Green）               | 美国   | 小前鋒   | 波士頓塞爾提克（交易至西雅圖超音速） | 乔治城大學                   |
| 6    | 易建联（Yi Jianlian）                 | 中国   | 大前鋒   | 密爾沃基雄鹿                         | 廣東華南虎                   |
| 7    | 柯瑞·布魯爾（Corey Brewer）           | 美国   | 小前鋒   | 明尼苏达森林狼                       | 佛罗里达大学                 |
| 8    | 布蘭登·萊特（Brandon Wright）         | 美国   | 大前鋒   | 夏洛特山貓（交易至金州勇士）         | 北卡罗莱纳大學               |
| 9    | 喬金·諾亞（Joakim Noah）*             | 法國   | 中鋒     | 芝加哥公牛                           | 佛罗里达大学                 |
| 10   | 史賓塞·霍斯（Spencer Hawes）          | 美国   | 中鋒     | 沙加緬度國王                         | 華盛頓大學                   |
| 11   | 阿西·劳（Acie Law）                   | 美国   | 得分後衛 | 亞特蘭大鷹                           | 得克萨斯农工大学             |
| 12   | 赛迪斯·杨（Thaddeus Young）           | 美国   | 大前鋒   | 費城七六人                           | 乔治亚理工                   |
| 13   | 朱利安·萊特（Julian Wright）          | 美国   | 小前鋒   | 新奧爾良黃蜂                         | 堪萨斯大學                   |
| 14   | 艾爾·索頓（Al Thornton）              | 美国   | 小前鋒   | 洛杉磯快艇                           | 佛罗里达州立大學             |
| 15   | 羅德尼·史塔基（Rodney Stuckey）       | 美国   | 得分後衛 | 底特律活塞                           | 东华盛顿大學                 |
| 16   | 尼克·杨（Nick Young）                 | 美国   | 得分后卫 | 华盛顿奇才                           | 南加利福尼亚大学             |
| 17   | 肖恩·威廉斯（Sean Williams）          | 美国   | 大前锋   | 新泽西网                             | 波士顿学院                   |
| 18   | 馬可·贝里納利（Marco Belinelli）      | 義大利 | 得分后卫 | 金州勇士                             | 博洛尼亚佛蒂图多 （意大利）  |
| 19   | 加瓦利斯·克里坦頓(Javaris Crittenton) | 美国   | 控球后卫 | 洛杉矶湖人                           | 乔治亚理工大学               |
| 20   | 杰森·史密斯（Jason Smith）            | 美国   | 大前锋   | 迈阿密热火 （交易至费城七六人）      | 科罗拉多州立大学             |
| 21   | 戴奎恩·库克（Daequan Cook）           | 美国   | 得分后卫 | 费城七六人 （交易至迈阿密热火）      | 俄亥俄州立大学               |
| 22   | 贾莱德·杜德利（Jared Dudley）         | 美国   | 小前锋   | 夏洛特山猫                           | 波士顿学院                   |
| 23   | 威尔森·钱德勒（Wilson Chandler）      | 美国   | 小前锋   | 纽约尼克斯                           | 帝波大学                     |
| 24   | 鲁迪·费南德茲（Rudy Fernández）       | 西班牙 | 得分后卫 | 菲尼克斯太阳 （交易至波特兰开拓者）  | Joventut Badalona （西班牙） |
| 25   | 莫里斯·阿尔蒙德（Morris Almond）      | 美国   | 得分后卫 | 犹他爵士                             | 莱斯大学                     |
| 26   | 亞倫·布鲁克斯（Aaron Brooks）         | 美国   | 控球后卫 | 休斯敦火箭                           | 俄勒冈大学                   |
| 27   | 阿隆·阿法拉罗（Arron Afflalo）        | 美国   | 控球后卫 | 底特律活塞                           | UCLA                         |
| 28   | 狄亞戈·史普里特（Tiago Splitter）     | 巴西   | 中锋     | 圣安东尼奥马刺                       | 巴斯克尼亚 （西班牙）        |
| 29   | 艾伦多·塔克（Alando Tucker）          | 美国   | 得分后卫 | 菲尼克斯太阳                         | 威斯康辛大学                 |
| 30   | 佩特里·考波能（Petteri Koponen）      | 芬兰   | 控球后卫 | 费城七六人 （交易至波特兰开拓者）    | Tapiolan Honka （芬兰）      |

| 顺位 | 球员                             | 国籍     | 位置     | 所属球队                          | 学校/前属俱乐部          |
| ---- | -------------------------------- | -------- | -------- | --------------------------------- | ------------------------ |
| 31   | 卡尔·兰德里（Carl Landry）       | 美国     | 大前鋒   | 西雅圖超音速 （交易至休斯頓火箭） | 普渡大学                 |
| 32   | 加布·普魯特（Gabe Pruitt）       | 美国     | 後衛     | 波士頓塞爾特人                    | 南加利福尼亚大学         |
| 33   | 馬庫斯·威廉斯（Marcus Williams） | 美国     | 得分後衛 | 聖安東尼奧馬刺                    | 亚利桑那大学             |
| 34   | 尼克·费泽克斯（Nick Fazekas）    | 美国     | 大前鋒   | 達拉斯獨行俠                      | 内华达大學               |
| 35   | 格伦·戴维斯（Glen Davis）        | 美国     | 大前鋒   | 西雅圖超音速 （交易至塞爾提克）   | 路易斯安那州立大学       |
| 36   | 杰梅罗·戴维森                    | 美国     | 大前鋒   | 金州勇士 （交易至夏洛特山貓）     | 阿拉巴马大学             |
| 37   | 乔許·麦克罗伯茨                  | 美国     | 大前鋒   | 波特蘭拓荒者                      | 杜克大學                 |
| 38   | 基里洛·费森科                    | 乌克兰   | 中鋒     | 費城七六人 （交易至猶他爵士）     | SK Cherkassy             |
| 39   | 斯坦科·巴拉奇（Stanko Barać）    |          | 中鋒     | 邁阿密熱火 （交易至印第安納溜馬） | 斯洛基布里耶格           |
| 40   | 孙悦（Sun Yue）                  | 中国     | 控球後衛 | 洛杉磯湖人                        | 北京奧神                 |
| 41   | 克里斯·理查（Chris Richard）     | 美国     | 大前鋒   | 明尼蘇達木狼                      | 佛罗里达大學             |
| 42   | 德瑞克·贝耶斯（Derrick Byars）   | 美国     | 小前鋒   | 波特蘭拓荒者 （交易至費城七六人） | 范德堡大學               |
| 43   | 亚当·哈努斯卡（Adam Haluska）    | 美国     | 得分後衛 | 新奧爾良黃蜂                      | 愛荷華大學               |
| 44   | 雷肖恩·特里（Reyshawn Terry）    | 美国     | 小前鋒   | 奧蘭多魔術 （交易至 達拉斯小牛）  | 北卡罗莱纳大學           |
| 45   | 贾雷德·乔丹（Jared Jordan）      | 美国     | 控球後衛 | 洛杉磯快艇                        | 玛丽斯特学院             |
| 46   | 斯蒂芬·拉斯米                    | 加彭     | 大前鋒   | 金州勇士                          | 马萨诸塞大学             |
| 47   | 多米尼克·马克圭尔                | 美国     | 小前鋒   | 華盛頓巫師                        | 加州州立大學弗雷斯諾分校 |
| 48   | 马克·蓋索（Marc Gasol）*         | 西班牙   | 中鋒     | 洛杉磯湖人                        | 吉诺那                   |
| 49   | 亞倫·蓋瑞（Aaron Gray）          | 美国     | 中鋒     | 芝加哥公牛                        | 匹茲堡大學               |
| 50   | 雷纳达斯·塞布蒂斯                | 立陶宛   | 得分後衛 | 達拉斯小牛                        | 马奥斯                   |
| 51   | 詹姆斯昂·科里                    | 美国     | 得分後衛 | 芝加哥公牛                        | 俄克拉荷马州立大学       |
| 52   | 陶林·格林（Taurean Green）       | 美国     | 控球後衛 | 波特蘭拓荒者                      | 佛罗里达大學             |
| 53   | 德梅特里斯·尼克尔斯              | 美国     | 小前鋒   | 波特蘭拓荒者 （交易至紐約尼克）   | 雪城大學                 |
| 54   | 布拉德·纽利（Brad Newley）       |          | 得分後衛 | 休斯敦火箭                        | Adelaide 36ers           |
| 55   | 赫伯特·希爾（Herbert Hill）      | 美国     | 大前鋒   | 猶他爵士 （交易至 費城76人）      | 普洛威顿斯学院           |
| 56   | 拉蒙·塞申斯（Ramon Sessions）    | 美国     | 控球後衛 | 密爾沃基雄鹿                      | 内华达大學               |
| 57   | 萨玛艾·梅加（Sammy Mejía）       | 美国     | 控球後衛 | 底特律活塞                        | 帝波大学                 |
| 58   | 乔治斯·普林泰齐斯                | 希腊     | 小前鋒   | 聖安東尼奧馬刺 （交易至暴龍）     | 奥林匹亚                 |
| 59   | D·J·史塔比雷（D.J. Strawberry）  | 美国     | 後衛     | 鳳凰城太陽                        | 马里兰大学               |
| 60   | 米洛万·拉科维奇                  | 塞爾維亞 | 中鋒     | 達拉斯小牛 （交易至 奧蘭多魔術）  | Mega Ishrana             |

### 2007年NBA選秀樂透
2007年的NBA選秀樂透樂透抽籤首先先召集未能進入NBA季後賽的14 支球隊舉行抽籤儀式，來決定未來頭三號新秀權的歸屬。抽籤儀式中，主持人會拿出編號為1-14號的14個桌球放在一個容器中，從14個球中隨意抽出4個球，不計數字的先後順序，一共可以產生1001種可能的組合，而去掉這個11-12-13-14組合，正好還剩下1000種。
抽籤前，沒有獲得季後賽資格的各隊已經依照常規賽戰績倒序排名，得到與之相應的贏取狀元簽的組合數（機率）。比如今年有14支球隊沒有進入季後賽，這14支球隊中戰績最差的孟菲斯灰熊就得到250種組合，即有25％的機會贏得狀元簽，戰績第二差的波士頓塞爾特人得到199種，即19.9％的幾率，依此類推。
在「狀元簽」抽出之後，四個桌球將被放回容器中，重新去決定二號和三號選秀權的歸屬，此後首輪剩餘的4-30號選秀簽位和第二輪（31－60）的選秀簽位，則按照常規賽的成績倒序決定。因此，所有球隊只有4至7個可能的排位，例如戰績最差的孟菲斯灰熊可能靠抽籤得到第1、2、3這3個位置，或因抽籤落選而得到第4順位。同樣，成績最好的洛杉磯快艇可能靠抽籤得到第1、2、3這3個位置，或因抽籤落選而得到第14順位。

### 選秀樂透機會率
| 球隊                                | 分配號碼數目 | 1st  | 2nd  | 3rd  | 4th  | 5th  | 6th  | 7th  | 8th  | 9th  | 10th | 11th | 12th | 13th | 14th |
| ----------------------------------- | ------------ | ---- | ---- | ---- | ---- | ---- | ---- | ---- | ---- | ---- | ---- | ---- | ---- | ---- | ---- |
| 孟菲斯灰熊                          | 250          | .250 | .215 | .178 | .357 |      |      |      |      |      |      |      |      |      |      |
| 波士頓塞爾特人                      | 199          | .199 | .188 | .171 | .319 | .123 |      |      |      |      |      |      |      |      |      |
| 密爾沃基雄鹿                        | 156          | .156 | .157 | .156 | .226 | .265 | .041 |      |      |      |      |      |      |      |      |
| 亞特蘭大鷹隊／鳳凰城太陽*           | 119          | .119 | .126 | .133 | .099 | .350 | .161 | .013 |      |      |      |      |      |      |      |
| 西雅圖超音速                        | 88           | .088 | .097 | .107 |      | .261 | .359 | .084 | .004 |      |      |      |      |      |      |
| 波特蘭拓荒者                        | 53           | .053 | .060 | .070 |      |      | .439 | .331 | .046 | .001 |      |      |      |      |      |
| 明尼蘇達木狼                        | 53           | .053 | .060 | .070 |      |      |      | .572 | .226 | .018 |      |      |      |      |      |
| 夏洛特山貓                          | 19           | .019 | .022 | .027 |      |      |      |      | .725 | .196 | .011 |      |      |      |      |
| 芝加哥公牛（來自紐約力博）          | 19           | .019 | .022 | .027 |      |      |      |      |      | .784 | .143 | .005 |      |      |      |
| 薩克拉門托帝王                      | 18           | .018 | .021 | .025 |      |      |      |      |      |      | .846 | .087 | .002 |      |      |
| 亞特蘭大鷹隊（來自 印第安納溜馬）** | 8            | .008 | .009 | .012 |      |      |      |      |      |      |      | .907 | .063 | .001 |      |
| 費城七六人                          | 7            | .007 | .008 | .010 |      |      |      |      |      |      |      |      | .935 | .039 | .001 |
| 新奧爾良黃蜂                        | 6            | .006 | .007 | .009 |      |      |      |      |      |      |      |      |      | .960 | .018 |
| 洛杉磯快艇                          | 5            | .005 | .006 | .007 |      |      |      |      |      |      |      |      |      |      | .982 |

*透過之前的交易協定，若亞特蘭大鷹隊不能抽到頭3順位，便要把其首輪順位送至鳳凰城太陽，最終亞特蘭大鷹隊抽得第3順位而不需送出選秀權，但亞特蘭大鷹隊需把2008年NBA選秀的首輪選秀權送至鳳凰城太陽（不論排位）。

**透過之前的交易協定，若印第安納溜馬不能抽到頭10順位，便要把其首輪順位送至亞特蘭大鷹隊，最終印第安納溜馬抽得第11順位而需要送出選秀權。

### 樂透結果
1. 波特蘭拓荒者 (5–9–14–13)
2. 西雅圖超音速 (14–4–11–10)
3. 亞特蘭大鷹隊 (5–6–9–4)
4. 孟菲斯灰熊
5. 波士頓塞爾特人
6. 密爾沃基雄鹿
7. 明尼蘇達木狼
8. 夏洛特山貓
9. 紐約力博（交易至：芝加哥公牛）
10. 薩克拉門托帝王
11. 印第安納溜馬（交易至：亞特蘭大鷹隊）
12. 費城七六人
13. 新奧爾良黃蜂
14. 洛杉磯快艇

## 沒有選秀權的球隊
以下球隊因交易而沒有這屆選秀會的選秀權：
- 丹佛金塊：首輪21順位給予費城76人、第二輪51順位給予芝加哥公牛。
- 多倫多速龍：首輪22順位經克里夫蘭騎士給予夏洛特山貓、第二輪52順位給予波特蘭拓荒者。
- 克里夫蘭騎士：首輪24順位經波士頓塞爾特人給予鳳凰城太陽、第二輪54順位經奧蘭多魔術給予休斯顿火箭。
- 印第安納溜馬：首輪11順位給予亞特蘭大鷹隊、第二輪42順位給予波特蘭拓荒者。

## 选秀日交易
- 奧蘭多魔術於選秀會前數小時將第2輪54順位選秀權出售予休斯顿火箭。[1]
- 波士頓塞爾特人於第1輪第4順位選到的小迈克·康利交易至孟菲斯灰熊，換取第1輪第5順位選到的傑夫·格林。
- 波士頓塞爾特人於第1輪第5順位選到的傑夫·格林、瓦利·斯澤比亞克和德隆特·韋斯特交易至西雅圖超音速。換取雷·阿倫及第2輪第35順位選到的格伦·戴维斯。
- 波特蘭拓荒者將扎卡·蘭多夫、丹·迪考、弗雷德·瓊斯交易至紐約力搏換得史蒂夫·弗朗西斯和錢寧·弗雷。
- 邁阿密熱火將第1輪第20順位的賈森·史密斯送至費城76人換取第1輪第21順位的丹奎·庫克，2009年NBA選秀的次輪選秀權以及一些現金。
- 鳳凰城太陽將第1輪第24順位的魯迪·費爾南德斯賣至波特蘭拓荒者。
- 夏洛特山貓將第1輪第8順位的布蘭登·賴特換至金州勇士換取賈森·理查德森及第2輪第36順位的賈梅羅·大衛德森。
- 波特蘭拓荒者將第2輪42號順位的德里克·拜爾斯和一些現金送到費城76人換取第1輪30號順位的佩特里·考波能。
- 休斯頓火箭將未來第二輪選秀權以及一部分現金送到西雅圖超音速換取第2輪第31順位卡爾·蘭德里。
- 費城76人送出第2輪38順位的基里洛·費森科至猶他爵士換取第2輪55順位的哈伯特·希爾和一個未來選秀權。
- 多倫多速龍送出一個2008年NBA選秀的第2輪選秀權至聖安東尼奧馬刺換取第2輪58順位的喬治·普林特基斯。
- 達拉斯小牛送出第2輪60順位的米洛萬·拉科維奇和一些現金至奧蘭多魔術換取第2輪44順位的雷肖恩·特里。
- 邁阿密熱火送出第2輪39順位的斯坦科·巴拉奇至印第安納溜馬換取2009年NBA選秀的次輪選秀權。

## 外部連結
- NBA Draft 2007